# Josep Castanyer i Ferrer
Josep Castanyer i Ferrer va ser un músic català que traspassà el 1808. Va ser organista de les esglésies de Santa Maria de Martorell i de Sant Martí de Palafrugell entre el 1805 i 1808. D'aquest autor s'han conservat dos goigs per a veus i instruments. Se sap que va ser el copista d'una obra atribuïda a Josep Saurí, datada el 1797, la qual cosa mena a pensar que es podria haver format amb aquest mestre de Canet de Mar.